# Линейни крайцери тип „Аляска“
Аляска (на английски: Alaska) са серия линейни крайцери на ВМФ на САЩ от Втората световна война. Във ВМС на САЩ са класифицирани като „големи крайцери“ (на английски: large cruisers). Всичко от проекта са построени 2 единици: „Аляска“ (на английски: USS Alaska (CB-1)) и „Гуам“ (на английски: USS Guam (CB-2)). Крайцерът „Хаваи“ (на английски: USS Hawaii (CB-3)) остава недостроен. „Филипини“ (на английски: Philippines), „Пуерто Рико“ (на английски: Puerto Rico), „Самоа“ (на английски: Samoa) не са залагани, поръчката за тяхното строителство е отменена на 24 юли 1943 г.

## История на създаването
С началото на Втората световна война всички международни договори за ограничаване на въоръженията губят актуалност и сега адмиралите бързат да се възползват от възможността да поръчват именно тези кораби, които смятат за необходими, а не такива, които са позволени от договорите. За разглеждане на командването на американския флот са представени цяла поредица от проекти за крайцери с водоизместимост от 6000 до 38 000 тона. В крайна сметка е приет проектът за крайцер с 305-мм артилерия.
На него са възлагани задачите за унищожаване на японските тежки крайцери, внушаващи големи опасения, а също съпровождането на бързоходните авионосни съединения. Отношението към бъдещите „Аляски“ е нееднозначно, редица адмирали стават противници на толкова скъп и безполезен, по техни виждания, кораб. Съдбата на крайцерите решава поддръжката на влиятелния адмирал Кинг и особено президента на САЩ Ф. Рузвелт.
На 19 юли 1940 г. Конгресът на САЩ приема програма за усилване на флота, съгласно която, в частност, се предполага да се построят 6 крайцера от този проект. Тъй като поради тяхното слабо брониране и специфично предназначение е невъзможно да се класифицират като battlecruisers, те получават неупотребяваното по-рано обозначение „голям крайцер“ (на английски: large cruiser, CB). Необичайността на новите кораби се подчертава и от техните имена – ако линкорите на САЩ се именуват в чест на щатите, а крайцерите в чест на градове, то големите крайцери получават названия в чест на чуждите владения на САЩ (през 1940 г. Аляска и Хаваи все още не са щати).

## Конструкция
Максималната дължина на корпуса съставлява 246,4 м, ширината – 27,7 м, газенето – 9,7 м. Стандартната водоизместимост съставлява 29 779 дълги тона (≈30 249 метрични тона), а пълната – 34 253 д. тона (≈34 803 т).

### Въоръжение
Главният калибър на „Аляска“ стават най-новите 12-дюймови оръдия Мк-8 с дължина на ствола 50 калибра, разработени специално за линейните крайцери и приети на въоръжение през 1944 г. Стрелбата със „супертежките“ бронебойни снаряди Mark 18 позволява на оръдията Mark 8 да се сравняват с по-големите представители на предходното поколение корабна артилерия по пробиваемост на бордовата броня, и ги надминат по пробиваемост на бронепалубата. Значителното подобряване на далечината на стрелба и масата на снаряда, в сравнение с предшествениците, позволява Mark 8 да се нарича „най-мощното оръдие от този калибър, на въоръжение някога“. Основният калибър на „Аляска“ може ефективно да пробива както бордовата, така и палубната броня на вражеските кораби на всички боеви дистанции.
12"/50 Mark 8 са поставени по три в оръдейни кули с тегло от 922 до 934 т. Две кули има в предната част на крайцера и една на кърмата, по доста разпространената схема „2-A-1“. Всяко оръдие има независимо подаване на снарядите и зарядите и се намира в отделна люлка. Хоризонталните ъгли на обстрел на кулите съставляват 300°, максималните ъгли на наклон и възвишение се равняват на −3° и 45° съответно. Скоростта на хоризонтално насочване на оръдията съставлява едва 5 град./с, и тя не може да се увеличи даже от мощните електромотори, а скоростта на вертикалното насочване е 2,5 пъти повече, което позволява да се достига добрата скорострелност – 2,4 – 3 изстрела в минута.
Ролята на спомагателна артилерия на „Аляска“ се изпълнява от шест двойки 127-мм оръдия Мк-12, една от най-известните артилерийски оръдия на Втората световна война. Двуоръдейните кули са напълно закрити, тяхното брониране в челната част и отстрани съставлява 25-мм, а отзад и по покрива – 19-мм. За управление на огъня има две системи за управление на артилерийския огън (СУАО) Мк-37.
Автоматичната зенитна артилерия се състои от четиринадесет 40-мм оръдия „Бофорс“ (Bofors L60) и тридесет и четири 20-мм автоматични оръдия „Ерликон“.
Крайцерът носи четири хидросамолета Vought OS2U Kingfisher или SC Seahawk, за пуск на които в средната част на кораба са поставени два парни катапулта.
В базовия набор електроника на крайцера влизат: два радара в състава на комплексите за управление на огъня на главния калибър и два радара, влизащи в състава на СУАО на 127-мм оръдия, а също четиринадесет радара, според броя на четирицевните „бофорси“, два радиолокатора за надводни цели и един радар за далечно откриване на въздушни цели.

### Бронева защита
Задачата по създаване на надлежна защита се усложнява от пределите на отделената водоизместимост и така и не е решена от проектантите на „Аляска“ по надлежен начин. Бронирането на крайцера надеждно защитава от 190 – 283-мм снаряди на тежките крайцери, ограничено защитава от 305-милиметровите снаряди, но никак не може да спаси кораба от 356- и 406-милиметровите снаряди на главния калибър на линкорите от Втората световна война.
След Първата световна война основен критерий за защитата става зоната за свободно маневриране, ограничена от дистанцията, на която вече не може да се пробие вертикалната броня, и дистанцията, на която още не се пробива бронепалубата. В американския флот оценката на границите на зоната се прави за бой с напълно идентичен кораб, т.е. за собствените оръдия на кораба. „Зоната на неуязвимост“ на „Аляска“ от 305-мм оръдия Мк 8 е много малка – бордовата броня се пробива на дистанции до 117 кбт, а палубната – от дистанции от 125 кбт. Обаче вероятността за обстрел на крайцера с оръдията Мк 8 е нулева, а въоръжението на болшинството други крайцери обладава по-лоши характеристики. За траверсите тази зона става чисто символична, тъй като тяхната вертикална броня се пробива при нормални попадения до 124 кабелта.
Бронирането е изпълено според традиционната американска схема – „Всичко или нищо“.
Дебелината на броневия пояс на „Аляска“ съставлява от 127 мм до 229 мм. Хоризонталното брониране се състои от три броневи палуби. Дебелината на бронята на първата палуба е равна на 36 мм, което я прави противоосколъчна. Основната защитна функция се възлага на втората палуба, която се състои от два слоя: първия, с 25-мм дебелина, еднаква в района на цитаделата на кораба, и втори, с дебелина 71 – 76 мм в района на силовата установка и усилен до 83 мм в зоната на погребите за боеприпасите на основния калибър. Третата бронева палуба добавя в района на машинното отделение и артилерийските погреби 16 и 19 – 25 мм съответно, довеждайки сумарната хоризонтална защита на машините и котлите до 152 мм, а в зоните над погребите – 163 – 170 мм.
Обаче най-добре при „Аляска“ е защитена главната артилерия: наклонените челни плочи на кулите имат дебелина 325 мм, а покривът – 127 мм. „Зоната на неуязвимост“ на кулите на главния калибър се намира в пределите от 75 до 142 кбт., макар страничните и задните плочи на кулите, имащи дебелина 152 и 133 мм съответно, да се пробиват от собствените оръдия на всички дистанции. Дебелината на кръговото брониране на барбетите се равнява на 280 мм, 305 мм или 330 мм в зависимост от това, къде може да падне снаряда.
Освен цитаделата сериозна бронезащита имат бойната рубка и рулевото управление. Механизмите на рулите са затворени в бронева кутия със стени с дебелина 270 мм и 37-мм траверси и покрив. Стените на бойната рубка имат дебелина 270 мм, покривът – 127 мм и подът – 51 мм. Независимо на внушителната защита, „зоната за неуязвимост“ на рубката се намира едва в пределите от 124 до 142 кбт. Бронираната тръба, в която са прокарани всички линии за връзка на командния пункт с постовете, разположена под броневата палуба, се прикрива от 229-мм броня, изтъняваща в цитаделата на кораба до 16 мм.
Останалото локално брониране е доста скромно: приборът за управление на артилерийския огън за главния калибър е защитен от 25-мм листове бронирана стомана, и всички останали постове за управление извън бойната рубка имат сходно ниво на защита – от 16 до 37 мм.
Най-уязвимото място на „Аляска“ е подводната защита, която може да го спаси само от близки разриви на бомби и мини. Единствената защита от подводни взривове е конструктивното разделение на тясното пространства по дължината на бордовете от надлъжни прегради.
Най-слабата част от подводната защита се намира в района на кърмовата кула – неудачното разделение в тази зона на подводното пространство на отсеци води до това, че преобръщането на кораба може да се предизвика само от едно торпедно попадение.

## Силова установка
Четирите турбозъбчати агрегата (ТЗА) производство на General Electric осигуряват на „Аляска“ обща мощност от 150 000 к.с., по проект това трябва да даде скорост от 33 възела при нормално натоварване. В перспектива се предполага форсиране на машинната установка до 180 000 к.с. Всеки ТЗА се състои от турбини високо и ниско налягане, а също една импулсна турбина за задния ход. Зъбна предавка позволява да се снижи броя на оборотите на вала до 270 оборота (от 4,4 – 5,3 хил. об/мин на турбината). Винтовете на кораба имат диаметър 4,5 м и се въртят на валове с диаметър около 500 мм. Външните винтове имат по-голяма стъпка, отколкото вътрешните.
Осемте двупоточни котела с паропрегреватели са разработени и произведени от компанията „Бабкок-Уилкокс“ (на английски: Babcock & Wilcox) и осигуряват температура до 454°С и работно налягане на парата около 40 атм.
Разположението на силовата установка е продиктувано от съображенията за бойната живучест на кораба и съответства на нормите за крайцерите. В двете машинни отделения по двойки са поместени турбините, а в четирите котелни също по два са поставени котлите. Подобна схема с разделение на турбините и котлите вече е преминала изпитанията на боевете в Тихия океан и се смята за достатъчно надеждна.
„Аляска“ има теоретична далечина на хода от 12 000 мили при икономична скорост 15 възела, изходя от запаса гориво, който съставлява около 3600 т нефт. Практическата далечина съставя 11 350 мили при 15-възлов ход.
На изпитанията „Аляска“ не успява да развие даже проектната скорост, макар турбините да са подложение на форсаж. При водоизместимост на изпитанията от 33 148 т и мощност 173 808 к.с. скоростта съставя 32,72 възела. Без форсаж „Аляска“ развива само 31,76 възела при 154 846 к.с. и водоизместимост от 32 264 т.

## История на службата
- „Аляска“ (USS Alaska (CB-1)) е заложен на 17 ноември 1941 г., спуснат е на вода на 15 август 1943 г., влиза в строй на 17 юни 1944 г.

До началото на 1945 г. се занимава с бойна подготовка заедно с „Гуам“, след това е включен в състава на 58-мо оперативно съединение (Tactical Forces. 58). Участва в операциите по превземане на Иво джима и Окинава. На 18 март 1945 г. постига единствения в своята кариера боен успех сваляйки 2 японски самолета. През юли 1945 г. безуспешно действа против японското корабоплаване в Жълто море. След края на войната влиза в състава на 7-ми флот на САЩ. На 2 февруари 1947 г. е поставен в консервация.
- „Гуам“ (USS Guam (CB-2)) е заложен на 2 февруари 1942 г., спуснат на 12 ноември 1943 г., влиза в строй на 17 септември 1944 г.

До началото на 1945 г. се занимава с бойна подготовка заедно с „Аляска“, след това е включен в състава на 58-мо оперативно съединение (Tactical Forces. 58). Участва в операциите по превземане на Иво джима и Окинава. На 18 март 1945 г. постига единствения в своята кариера боен успех сваляйки 1 японски самолет. През юли 1945 г. безуспешно действа против японското корабоплаване в Жълто море. След края на войната влиза в състава на 7-ми флот на САЩ. На 2 февруари 1947 г. е поставен в консервация.
- „Хаваи“ (USS Hawaii (CB-3)) е заложен на 20 декември 1943 г., спуснат е на 12 ноември 1945 г., не е довършен.

Строителството е прекратено скоро след края на войната при готовност 84%. На кораба вече са монтирани 2 от трите кули на главния калибър.

## Оценка проекта
| „                                                                         | Прекалено големи и скъпи, за да се използват в качеството на крайцери и прекалено слаби и уязвими за съвместни операции с линкорите, освен това и явно закъсняли с появата си на бял свят, те, според оценката на самите американски специалисти са „най-безполезните от големите кораби, построени в епохата на Втората световна война“. | “ |
| Кофман В. Л. Суперкрейсера 1939 – 1945. „Большие крейсера“ типа „Аляска“. | |   |

| Сравнителни ТТХ на линейните крайцери от 1930 — 1940 г. |                            |                            |                                 |                            |                            |
|                                                         | „Дюнкерк“                  | „Страсбург“                | „Шарнхорст“                     | „Кронщат“ (недостроен)     | „Аляска“                   |
| Държава                                                 |                            |                            | Германска империя (1933 – 1945) |                            |                            |
| Пълна водоизместимост, т                                | 34 800                     | 36 380                     | 39 000                          | 41 500                     | 34 800                     |
| Артилерия на главния калибър                            | 2×4 – 330-мм               | 2×4 – 330-мм               | 3×3 – 283-мм                    | 3×3 – 305-мм               | 3×3 – 305-мм               |
| Противоминни оръдия                                     | -                          | -                          | 12×150-мм                       | 8×152-мм                   | -                          |
| Универсални оръдия                                      | 16×130-мм                  | 16×130-мм                  | -                               | -                          | 12×127-мм                  |
| Зенитни оръдия                                          | 8 – 10×37-мм               | 8 – 10×37-мм               | 14×105-мм, 16×37-мм, 8×20-мм    | 8×100-мм, 28×37-мм         | 56×40-мм, 34×20-мм         |
| Бордово брониране, главен пояс, мм                      | 225/11,3°                  | 283/11,5°                  | 350/0°                          | 230/6°                     | 229/10°                    |
| Брониране на палубите, мм                               | 125+40                     | 125+50                     | 50+95                           | 90+30                      | 36+96                      |
| Брониране на кулите на ГК, мм                           | 330/150                    | 360/160                    | 360/180                         | 330/150                    | 325/127                    |
| Силова установка                                        | паротурбинна, 111 000 к.с. | паротурбинна, 112 500 к.с. | паротурбинна, 160 000 к.с.      | паротурбинна, 201 000 к.с. | паротурбинна, 150 000 к.с. |
| Максимална скорост, възела                              | 31,1                       | 31,0                       | 31,5                            | 33                         | 32,72                      |

„Аляска“, „Кронщат“ и проектиращите се немски и японски „големи крайцери“ значително отстъпват както на „Дюнкерк“, така и на „Шарнхорст“. Борбата за 2 възела повече, струва значително влошаване на другите бойни характеристики, като се оказва доста вредна за последното поколение линейни крайцери, които окончателно престават да бъдат „линейни“, т.е. кораби за борба с линкори. Най-хармоничният проект се явява френският „Страсбург“, който се оценява като по-силен даже на основа провежданите в СССР и САЩ доста условни тактически игри. Неоправданата слабост на броневата защита на „Аляска“ се набива на очи – достатъчно е да се сравни с бронирането на също толкова бързоходния „Шарнхорст“ или даже с по-силно въоръжения „Страсбург“.
Главният недостатък на линейните крайцери от типа „Аляска“ е недостатъчната защита от подводни повреди. Корабите нямат противоторпедна защита, която, освен няколкото слоя водонепроницаеми отсеци, трябва да има и основна бронирана преграда. На „Аляска“ преградите на подводната защита са направени от тънки листове конструкционна стомана, а самият защитен слой има недостатъчна ширина. Корабите са уязвими в района на кърмовата кула на главния калибър. Този конструктивен пропуск може да доведе до гибелта на толкова големия кораб от едно единствено торпедо с калибър 533 мм, без да споменаваме за 610-мм, което състои на въоръжение у главния противник – Япония. Този недостатък не принудителен, обусловен само от размерите на крайцера: опита на французите и немците показва, чв при практически същата водоизместимост може да се осигури много по-солидна защита от подводни взривове.

## Коментари
1. ↑  Всички данни са към момента на влизане в строй.
2. ↑  Буквите показват принадлежността към определен класː ВВ – линкор, СС, CL, СА – съответно линеен, лек или тежък крайцер, CV – самолетоносач, DD – разрушител, SS – подводница и т.н.
3. ↑  Чело/покрив.